# Campanhas da Guerra Civil Americana

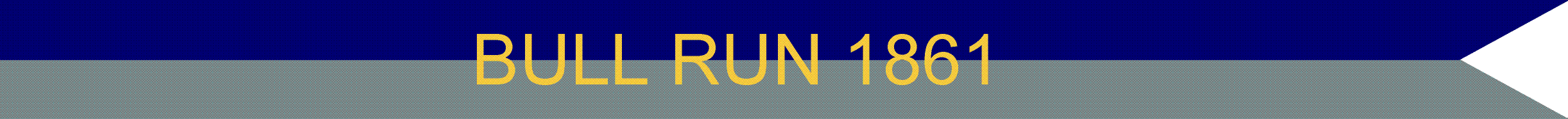
Flâmula de campanha das forças da União

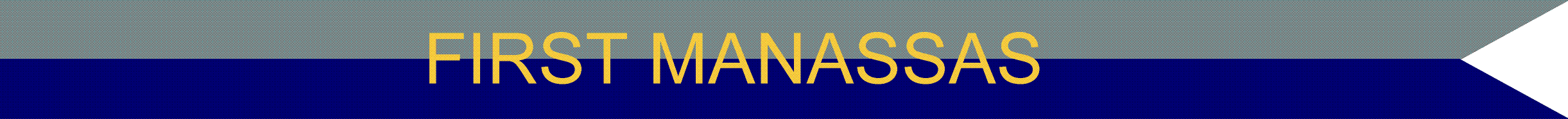
Flâmula de campanha das forças confederadas

As Campanhas da Guerra Civil Americana são categorizadas de várias maneiras. O Instituto de Heráldica do Exército dos Estados Unidos identificou 25 campanhas que são usadas em flâmulas, que são dispositivos decorativos anexados a bandeiras de unidades que denotam participação em batalhas ou campanhas históricas. (Uma categorização alternativa de campanha é a do Serviço Nacional de Parques, encarregada de manter os campos de batalha da Guerra Civil Americana e outros locais históricos. Essa categorização é mais detalhada e inclusiva do que a versão de heráldica do Exército, particularmente para ações fora do Teatro Oriental e do Teatro Ocidental; Veja Categoria:Campanhas da Guerra da Secessão.)
As flâmulas da Campanhas da Guerra Civil Americana são igualmente divididas em azul e cinza. As unidades que receberam crédito da campanha como uma unidade confederada (aplicável apenas a algumas unidades atuais da Guarda Nacional do Exército dos estados do sul) usam a mesma fita com as cores invertidas. Azul se refere ao serviço federal e cinza ao Confederado. Juntos, eles representam a unificação do país após a Guerra Civil Americana.
As seguintes inscrições em amarelo, mostradas em letras maiúsculas, estão autorizadas nas flâmulas:
| Campanha         | Datas efetivas da campanha                    | Notas                                      |
| Sumter           | 12 – 13 de abril de 1861                      |                                            |
| Bull Run         | 16 – 22 de julho de 1861                      | ("Primeira Manassas" para os confederados) |
| Henry & Donelson | 6 – 16 de fevereiro de 1862                   |                                            |
| Rio Mississippi  | 6 de fevereiro de 1862 – 9 de julho de 1863   |                                            |
| Península        | 17 de março – 3 de agosto de 1862             |                                            |
| Shiloh           | 6 – 7 de abril de 1862                        |                                            |
| Vale Jackson     | 15 de maio – 17 de junho de 1862              |                                            |
| Manassas         | 7 de agosto – 2 de setembro de 1862           | ("Segunda Manassas" para os confederados)  |
| Antietam         | 3 – 17 de setembro de 1862                    | ("Sharpsburg" para os confederados)        |
| Fredericksburg   | 9 de novembro – 15 de dezembro de 1862        |                                            |
| Murfreesborough  | 26 de dezembro de 1862 – 4 de janeiro de 1863 |                                            |
| Chancellorsville | 27 de abril – 3 de maio de 1863               |                                            |
| Gettysburg       | 29 de junho – 3 de julho de 1863              |                                            |
| Vicksburg        | 29 de março – 4 de julho de 1863              |                                            |
| Chickamauga      | 16 de agosto – 22 de setembro de 1863         |                                            |
| Chattanooga      | 23 – 27 de novembro de 1863                   |                                            |
| Wilderness       | 4 – 7 de maio de 1864                         |                                            |
| Atlanta          | 7 de maio – 2 de setembro de 1864             |                                            |
| Spotsylvania     | 8 – 21 de maio de 1864                        |                                            |
| Cold Harbor      | 22 de maio – 3 de junho de 1864               |                                            |
| Petersburg       | 4 de junho de 1864 – 2 de abril de 1865       |                                            |
| Shenandoah       | 7 de agosto – 28 de novembro de 1864          |                                            |
| Franklin         | 17 – 30 de novembro de 1864                   |                                            |
| Nashville        | 1 – 16 de dezembro de 1864                    |                                            |
| Appomattox       | 3 – 9 de abril de 1865                        |                                            |